# Mississippi County (Arkansas)
Das Mississippi County ist ein County im US-amerikanischen Bundesstaat Arkansas. Im Jahr 2010 hatte das County 46.480 Einwohner und eine Bevölkerungsdichte von 20 Einwohnern pro Quadratkilometer. Die Verwaltungssitze (County Seats) sind Blytheville und Osceola, womit das Mississippi County zu den Countys gehört, die über zwei Verwaltungssitze verfügen.

## Geografie
Das County liegt im Nordosten von Arkansas, grenzt im Norden an Missouri und im Osten an den Mississippi River, der die Grenze zu Tennessee bildet. Es hat eine Fläche von 2.382 Quadratkilometern, wovon 56 Quadratkilometer Wasserfläche sind. Parallel zum Mississippi fließt der Little River durch den Westen des Countys. An das Mississippi County grenzen folgende Nachbarcountys:
| Dunklin County (Missouri) | Pemiscot County (Missouri) | Dyer County (Tennessee)       |
| Craighead County          |                            | Lauderdale County (Tennessee) |
| Poinsett County           | Crittenden County          | Tipton County (Tennessee)     |

## Geschichte
Die ersten Europäer in diesem Gebiet waren wahrscheinlich Hernando de Soto mit seinen Begleitern, nachdem sie 1541 den Mississippi überquert hatten. Auch Pater Jacques Marquette war 1673 während seiner Mississippi-Expedition in dieser Gegend. 1682 war vermutlich auch der französische Forscher La Salle hier.
Das Mississippi County wurde am 1. November 1833 aus Teilen des Crittenden County gebildet. Benannt wurde es nach dem die Ostgrenze des Countys bildenden Mississippi. Erste Bezirkshauptstadt wurde Osceola. 1870 wurde das Bezirksgericht nach Blytheville verlegt.
Die Volkszählung von 1840 dokumentierte eine Bevölkerung von 1410 Einwohnern, wovon 510 Sklaven waren. Weitere Ansiedlungen im County waren Barfield, Chickasawba (später in Blytheville aufgegangen) und Elmot (heute Luxora).

## Demografische Daten
Nach der Volkszählung im Jahr 2010 lebten im Mississippi County 46.480 Menschen in 18.639 Haushalten. Die Bevölkerungsdichte betrug 20 Einwohner pro Quadratkilometer. In den 18.639 Haushalten lebten statistisch je 2,48 Personen.
Ethnisch betrachtet setzte sich die Bevölkerung zusammen aus 61,6 Prozent Weißen, 34,0 Prozent Afroamerikanern, 0,3 Prozent amerikanischen Ureinwohnern, 0,5 Prozent Asiaten sowie aus anderen ethnischen Gruppen; 1,5 Prozent stammten von zwei oder mehr Ethnien ab. Unabhängig von der ethnischen Zugehörigkeit waren 3,6 Prozent der Bevölkerung spanischer oder lateinamerikanischer Abstammung.
28,4 Prozent der Bevölkerung waren unter 18 Jahre alt, 59,4 Prozent waren zwischen 18 und 64 und 12,2 Prozent waren 65 Jahre oder älter. 51,8 Prozent der Bevölkerung war weiblich.

Das jährliche Durchschnittseinkommen eines Haushalts lag bei 33.660 USD. Das Prokopfeinkommen betrug 18.053 USD. 23,4 Prozent der Einwohner lebten unterhalb der Armutsgrenze.

## Kultur und Sehenswürdigkeiten

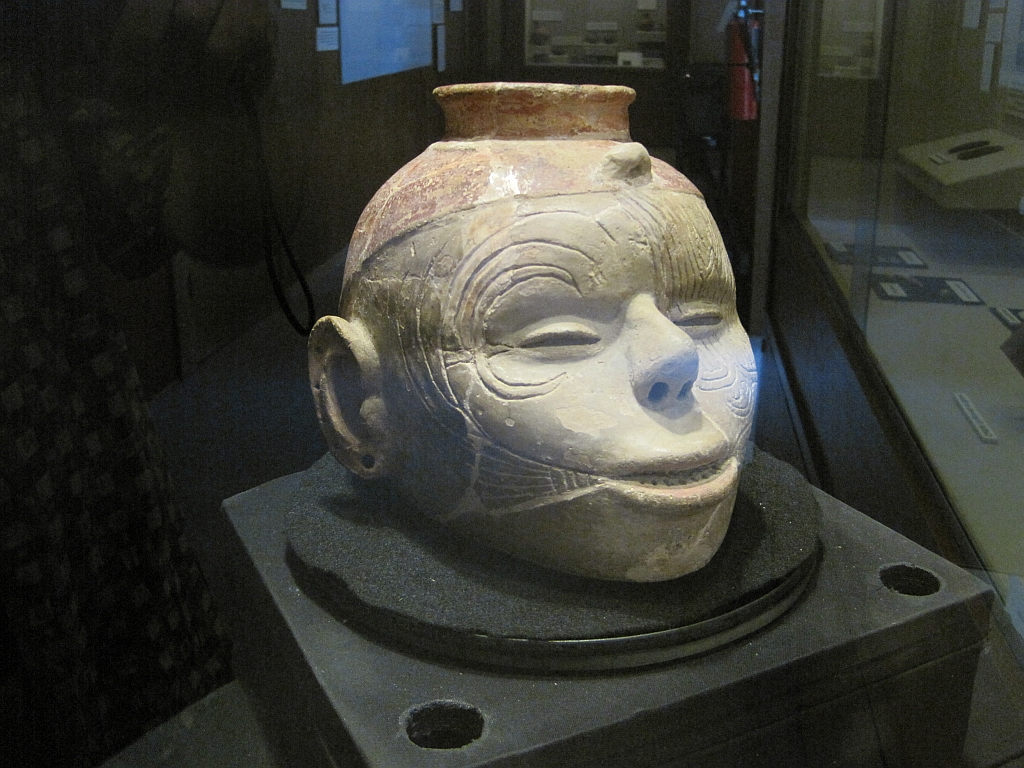
Fundstück aus der Nodena Site im Hampson Archeological Museum State Park (2010). Die Nodena Site datiert auf die Spätphase der Mississippi-Kultur und ist Februar 1964 ein National Historic Landmark.

43 Bauwerke, Stätten und historische Bezirke (Historic Districts) des Countys sind im National Register of Historic Places („Nationales Verzeichnis historischer Orte“; NRHP) eingetragen (Stand 27. Mai 2022), darunter haben die archäologischen Fundstätten Eaker Site und Nodena Site Status von National Historic Landmarks („Nationale historische Wahrzeichen“).

## Ortschaften im Mississippi County
Citys
| - Blytheville - Gosnell - Joiner | - Keiser - Leachville - Luxora | - Manila - Osceola - Wilson |

Towns
| - Bassett - Birdsong - Burdette - Dell | - Dyess - Etowah - Marie - Victoria |

Unincorporated Communities
| - Arkmo - Armorel - Athelstan - Bardstown - Barfield - Big Lake - Bondsville - Boynton - Buckeye - Burton - Butler - Calumet - Carmi - Carrol Corner - Carson Lake - Chelford - Chickasawba - Creamery Package | - Clear Lake - Clearwater - Cole Ridge - Cottonwood Corner - Dearman - Delpro - Denwood - Dimple - Dogwood - Driver - Eastview - Evadale - Floodway - Frenchmans Bayou - Garson - Golden Lake - Grider - Half Moon | - Happy Corners - Hickman - Hightower - Hilton - Huffman - Lemsford - Lennie - Little Green Store - Little River - Lowden - Mandalay - McClendons Corner - McFerrin - Midway - Milligan Ridge - Moran - Muir - Nodena | - Norden - Number Nine - O’Donnell Bend - Pawheen - Pecan Point - Pettyville - Red Line - Rington - Rokey - Rosa - Roseland - Rotan - Roy - Saint Thomas - Sans Souci - Shady Grove - Shawnee - Shippen | - Spur Four - Stark City - Three Way - Tomato - Tukertown - Turner - Vail - Walters - Wardell - Westover - West Ridge - Whisp - Whistleville - Whitton - Wilson Junction - Woodland Corner - Yarbro |

## Gliederung

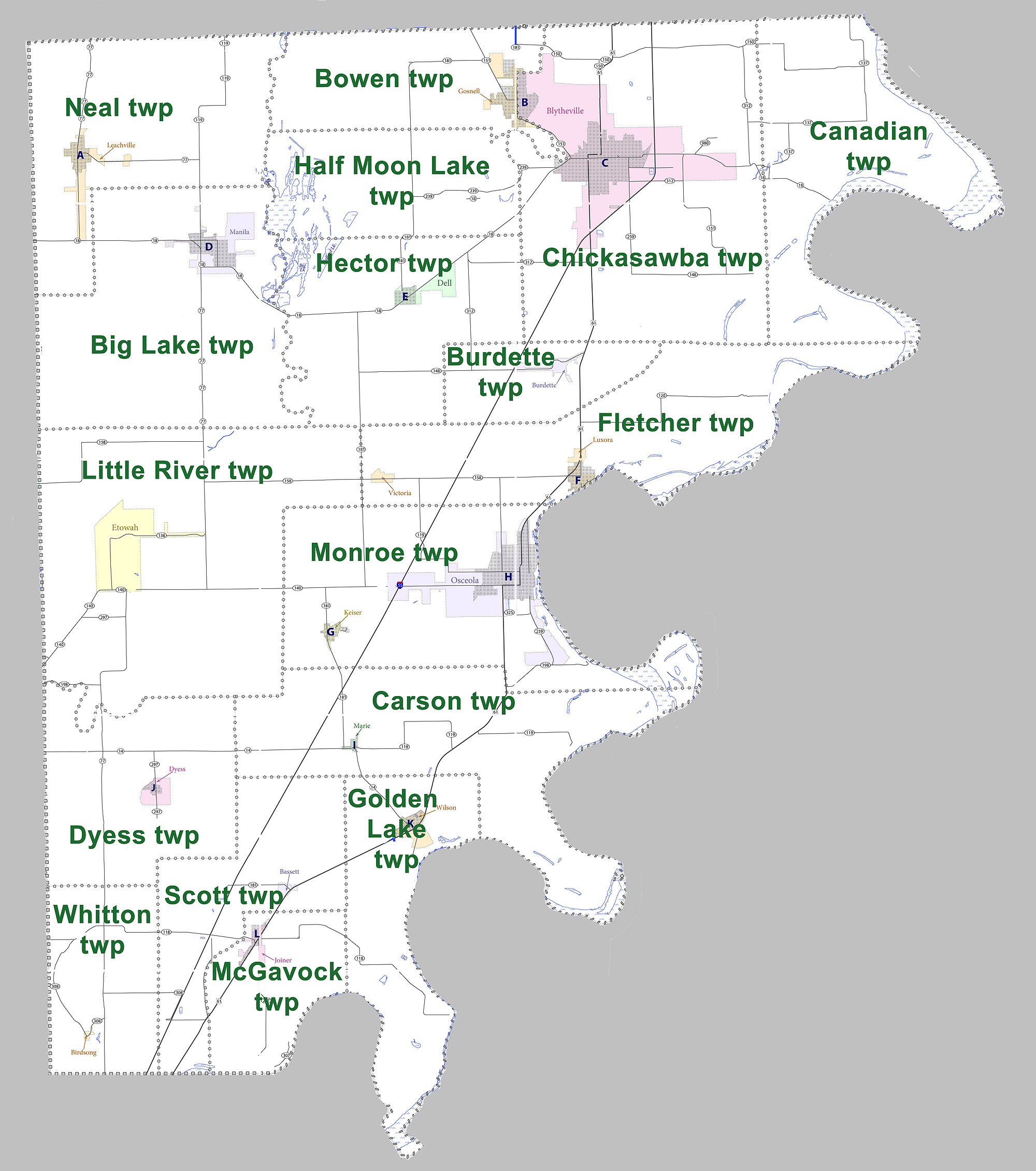
Townships im Mississippi County

Das Mississippi County ist in 17 Townships eingeteilt:
| Township                | Einwohner (2010) | FIPS     |
| ----------------------- | ---------------- | -------- |
| Big Lake Township       | 4468             | 05-90297 |
| Bowen Township          | 4218             | 05-90429 |
| Burdette Township       | 302              | 05-90549 |
| Canadian Township       | 483              | 05-90633 |
| Carson Township         | 258              | 05-90683 |
| Chickasawba Township    | 18.215           | 05-90783 |
| Dyess Township          | 787              | 05-91182 |
| Fletcher Township       | 1647             | 05-91308 |
| Golden Lake Township    | 975              | 05-91476 |
| Half Moon Lake Township | 601              | 05-91584 |
| Hector Township         | 733              | 05-91659 |
| Little River Township   | 984              | 05-92226 |
| McGavock Township       | 655              | 05-92310 |
| Monroe Township         | 8727             | 05-92529 |
| Neal Township           | 2566             | 05-92664 |
| Scott Township          | 555              | 05-93330 |
| Whitton Township        | 306              | 05-94050 |